# Annesbach
Der Annesbach ist ein rund 2,1 Kilometer langer, linker Nebenfluss des Krameterbaches in der Steiermark.

## Verlauf
Der Annesbach entsteht im nördlichen Teil der Gemeinde Kainach bei Voitsberg, im südöstlichen Teil der Katastralgemeinde Gallmannsegg und südöstlich der Ortschaft Gallmannsegg, am Westhang eines vom Reinprechtskogel nordwärts streichenden Rückens, nördlich des Hofes Reinprecht und südwestlich des Hofes Lenhardt. Er fließt im Oberlauf relativ gerade nach Westen und im Unterlauf zuerst in einem flachen Linksbogen und anschließend in einem Rechtsbogen. Insgesamt fließt der Annesbach nach Nordwesten. Im südöstlichen Teil der Ortschaft Gallmannsegg mündet er direkt östlich der durch den Ort verlaufenden Hauptstraße und südlich des Wirtshauses Sauer in den Krameterbach, der danach gerade weiterfließt. Auf seinem Lauf nimmt der Annesbach mehrere kleine und unbenannte Wasserläufe auf.